# Tourisme dans les Hauts-de-Seine
 (juin 2018).
 (juin 2018).

## Châteaux
- Château de Vanves (devenu un lycée)
- Château d'Asnières
- Château de Malmaison - Musée National Napoléonien
- Château de Bois-Préau - annexe du Musée National Napoléonien
- Château de la Petite Malmaison
- Château de Sceaux - Musée de l'Ile-de-France

## Musées
- Bibliothèque Marmottan à Boulogne-Billancourt
- Musée-Jardin Albert Kahn à Boulogne-Billancourt
- Musée des Années Trente à Boulogne-Billancourt
- Musée-jardin Paul-Landowski à Boulogne-Billancourt
- Centre d'arts plastiques contemporains Albert Chanot à Clamart
- Musée de la société historique et archéologique de Clichy
- Musée municipal d'Art et d'Histoire de Colombes
- Musée Roybet Fould à Courbevoie
- Musée Français de la Carte à Jouer à Issy-les-Moulineaux
- Musée de La Défense
- Maison de la Pêche et de la Nature à Levallois-Perret
- Musée d'Art et d'Histoire de la ville de Meudon - Maison d'Armande Béjart
- Musée d'histoire locale de Rueil-Malmaison
- Musée des Gardes Suisses à Rueil-Malmaison
- Musée du domaine national de Saint-Cloud
- Musée des Avelines - Musée Municipal de Saint-Cloud
- Musée du Domaine départemental à Sceaux
- Musée national de Céramique à Sèvres
- Mémorial de la France combattante à Suresnes

## Maisons de personnalités célèbres
- Fondation Arp à Clamart
- Maison de Chateaubriand à Châtenay-Malabry
- Maison des Jardies - Maison de Léon Gambetta et Propriété de Balzac à Sèvres
- Musée des applications et de la recherche de l'Institut Pasteur à Marnes-la-Coquette
- Musée Rodin de Meudon

## Espaces verts
- Bois de Boulogne (mais situé sur la commune de Paris)
- Jardins Albert-Kahn et Parc Edmond-de-Rotschild de Boulogne-Billancourt
- Parc de Saint-Cloud
- Parc de Sceaux
- Bois de la Garenne au Plessis-Robinson
- Forêt domaniale de Fausses-Reposes à Ville-d'Avray
- Forêt domaniale de La Malmaison, le parc de Malmaison et le Parc de Bois-Préau
- Parc des Impressionnistes
- Forêt domaniale de Meudon
- Parc de la Coulée Verte des Godets à Antony
- Parc du Bois de l'Aurore à Antony
- Forêt de Verrières
- Parc départemental de l'île Saint-Germain à Issy-les-Moulineaux
- Le parc de la Vallée-aux-Loups à Châtenay-Malabry, avec l'Arboretum de la Vallée-aux-Loups, la Vallée-aux-Loups, L'Île Verte et le parc boisé

## Chemins de Fer touristiques
- Chemin de fer des Chanteraines